# Беляевский кружок

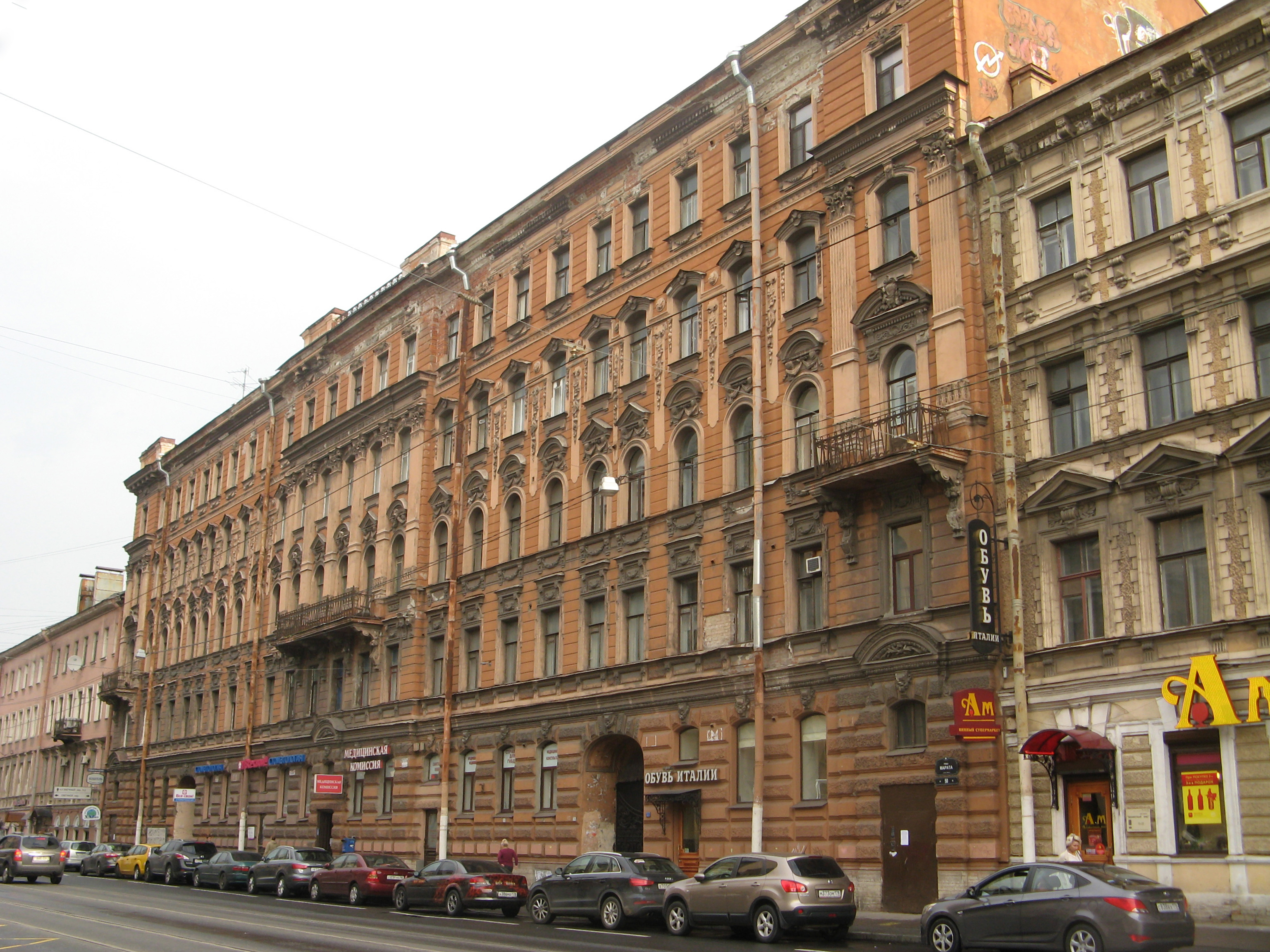
Дом Беляевых, где собирался Беляевский кружок (современный адрес — улица Марата, 50)

Беляевский кружок — группа музыкантов (как композиторов, так и исполнителей), собиравшихся в 1880—1890-е годы на музыкальных вечерах в доме лесопромышленника, музыканта и мецената М. П. Беляева («беляевские пятницы»), на которых исполнялись квартеты, квинтеты, секстеты, романсы, фортепианные произведения и др.
Возглавлял кружок Николай Римский-Корсаков; в состав входили главным образом его ученики: композиторы Фёдор Акименко, Николай Амани, К. А. Антипов, Ф. М. Блуменфельд, С. М. Блуменфельд, Иосиф Витоль, А. К. Глазунов, В. А. Золотарёв, И. И. Крыжановский, А. К. Лядов, В. О. Малишевский, Н. А. Соколов, Н. Н. Черепнин, дирижёр Г. О. Дютш, пианист Н. С. Лавров, пианист и композитор А. А. Винклер. К постоянным посетителям беляевского кружка принадлежали А. П. Бородин, Ц. А. Кюи, В. В. Стасов и А. В. Оссовский.

## История
Начало «беляевскому кружку» положили несколько знакомств Митрофана Беляева, произошедших в любительских объединениях Санкт-Петербурга на рубеже 1870—1880-х годов.
Признанным центром кружка был Римский-Корсаков, постепенно его первенство стали разделять Глазунов и Лядов. Балакирев весьма прохладно относился к Беляеву, а позже вовсе прекратил всякие отношения с кружком.
Исполнялись на этих вечерах — преимущественно любительским квартетом, в котором сам Митрофан Беляев играл на альте, — наряду с классическими произведениями иностранной музыки, и только что написанные сочинения русских композиторов. Большое число мелких отдельных пьес, написанных специально для Беляевских пятниц, были изданы затем Беляевым в двух сборниках под заглавием «Пятницы». По пятницам разыгрывались и сочинения, присылавшиеся ежегодно на конкурс, учреждённый Беляевым при Санкт-Петербургском обществе камерной музыки.
В 1890-е годы тесные связи с беляевским кружком устанавливаются у некоторых московских композиторов, в том числе у Сергея Танеева и Александра Скрябина. Активная общественная, издательская, концертная деятельность, связанная с этим кружком, сделала его заметным художественным явлением в жизни столицы. Римский-Корсаков, а позднее также Глазунов и Лядов являлись художественными руководителями издательской и концертно-организаторской деятельности Беляева. После смерти Беляева этот триумвират составил Попечительный совет по управлению всеми делами беляевского издательства и концертов.